# Henri Maréchal (ingénieur)
Pour les articles homonymes, voir Henri Maréchal.
Henri Marie Philippe Maréchal est un ingénieur des ponts et chaussées français, né à Issoudun le 27 mai 1859, et mort à Paris le 27 octobre 1933.

## Biographie
Henri Maréchal est le fils de Frédéric Maréchal, quincailler à Issoudun, et de Marie Gauthier qui se sont mariés le 23 mai 1859. Après l'école communale, il poursuit ses études aux lycée de Châteauroux où il obtient un prix d'honneur en mathématiques en 1876. Il entre à l'École polytechnique à partir d'octobre 1879 puis intègre l'École des ponts et chaussées.
Henri Maréchal, devenu ingénieur des ponts et chaussées, est nommé à Montauban en mars 1884 où il s'occupe de la défense des rives, puis à Angers avant d'être nommé en 1896 ingénieur au Secteur municipal d’Électricité de la Ville de Paris, ingénieur de la première section de travaux et du secteur municipal d'électricité, où il va s'occuper de la réalisation de projets importants. Il commence par mettre en œuvre l'éclairage électrique public de l'avenue de l'Opéra, puis dirige la percement du prolongement de la rue Réaumur, la suppression du passage à niveau du boulevard Bessières et la construction de la centrale électrique rue des Halles.
Il souhaite quitter l'administration pour devenir ingénieur-conseil spécialisé dans l'énergie électrique. Il est mis en congé illimité le 15 mars 1897. Il quitte la France pendant un an pour étudier les nouvelles technologies exploitant l'énergie électrique aux États-Unis.
Pour l'Exposition Universelle de 1900, « la concession d'un chemin de fer et éventuellement d'une plate-forme ayant été accordée, la Banque internationale constitua la Compagnie des transports électriques de l'Exposition, dont elle confia la direction à M. Maréchal, ingénieur des ponts et chaussées, qui procéda à l'achèvement des études et à la construction ». Henri Maréchal est nommé directeur de la Société du transport électrique de l'Exposition universelle et participe à la réalisation du trottoir roulant et du chemin de fer électrique.
La mise en service de la première ligne du Métropolitain entre la porte de Vincennes et la porte Maillot est réalisée en juillet 1900. La Ville de Paris a été chargée des travaux de construction des infrastructures placés sous la direction de l'ingénieur de Fulgence Bienvenüe. Son exploitation est confiée à un concessionnaire privé, la Compagnie générale de traction, qui est devenu le 18 avril 1899 la Compagnie du chemin de fer métropolitain de Paris. Le baron Édouard Louis Joseph Empain lui a demandé de prendre en charge le suivi des travaux de la ligne. Il est nommé directeur général de la Compagnie du chemin de fer métropolitain de Paris.
Pour ces travaux, il reçoit la Légion d'honneur. Il décide en mars 1901 de réduire sa participation aux travaux de la compagnie.
En 1921, est désigné pour siéger dans la commission chargée de la rédaction du « règlement général sur la police de la circulation du roulage », ou code la route, approuvé par décret le 27 mai 1921.
Il est membre de l'Académie des sciences, des lettres et des arts de Montauban.
Il est inhumé le 30 octobre 1933 au cimetière de Montmartre 21e division.

## Distinctions
- Officier d'Académie.
- Chevalier de la Légion d'honneur, le 14 août 1900[4].

## Publications
- « Le Cinquantenaire des chemins de fer », Recueil de l'Académie des sciences, belles-lettres et arts de Tarn-et-Garonne, 2e série, t. 3,‎ 1887, p. 141-148 (lire en ligne)
- L'éclairage à Paris : Étude technique des divers modes d'éclairage employés à Paris sur la voie publique, dans les promenades et jardins, dans les monuments, les gares, les théâtres, les grands magasins, etc., et dans les maisons particulières : gaz, électricité, pétrole, huile, etc. usines et stations centrales, canalisations et appareils d'éclairage, organisation administrative et commerciale, rapports des compagnies avec la ville, traités et conventions, éclairement des voies publiques, calcul et prix de revient, Paris, Librairie polytechnique Baudry et Ci éditeurs, 1894, VIII-496 p. (lire en ligne)
- Les tramways électriques : Dispositions générales - Voie Tramways à conducteurs aériens, souterrains, établis au niveau du sol - Tramways à accumulateurs - Matériel roulant - Stations centrales - Dépenses, Paris, Librairie polytechnique Baudry et Cie éditeurs, 1897, VII-203 p. (lire en ligne)
- Les Tramways électriques : Dispositions générales - Voie -Tramways à conducteurs aériens, souterrains établis au niveau du sol - Tramways à accumulateurs - Matériel roulant - Stations centrales Dépôts Ateliers - Production et transformation de l'électricité - Exploitation - Dépenses - Réglementation, Paris, Librairie polytechnique Ch. Béranger éditeur, 1902, 2 entièrement refondue éd., VI-328 p. (lire en ligne)
- Les Chemins de fer électriques : Dispositions générales, production de l'électricité, voie, distribution de l'électricité, alimentation des lignes, moteurs, traction, automotrices, locomotives, chemins de fer divers, exploitation et dépenses, Paris, Librairie polytechnique Ch. Béranger éditeur, 1904 (lire en ligne), p. IV-599